# Eric Bergkraut
Eric Bergkraut (* 28. November 1957 in Saint-Maur-des-Fossés bei Paris) ist ein schweizerisch-französischer Filmemacher, Schauspieler und Schriftsteller.

## Leben
Eric Bergkraut wurde 1957 als Sohn eines aus Wien geflüchteten Juden und einer Zürcher Protestantin in St. Maur bei Paris geboren. 1961 siedelte die Familie nach Aarau in die Schweiz über, wo Bergkraut aufwuchs. 
Er absolvierte von 1977 bis 1980 an der Schauspielakademie Zürich eine Ausbildung zum Schauspieler und spielte anschliessend während sieben Jahren zahlreiche Rollen für Theater und Film. Ab 1988 schrieb er Reportagen für die Wochenendbeilage der Neuen Zürcher Zeitung und ab 1991 war er freier Mitarbeiter des Schweizer Fernsehens. Ab 1991 war Bergkraut hauptsächlich als Dokumentarfilmer tätig.
Viel beachtet wurden seine Porträts der Schriftstellerin Ágota Kristóf (Kontinent K., 1998, und Agota, neun Jahre später, 2006) sowie des Schriftstellers Peter Bichsel (Zimmer 202, 2010). Seine Dokumentation über Frauen, die nach dem Krieg in Tschetschenien Menschenrechte einforderten (Coca – Die Taube aus Tschetschenien, 2005), und sein Film über die ermordete russische Journalistin Anna Politkowskaja (Letter to Anna, 2008) wurden beide an die Berlinale eingeladen und mit zahlreichen Preisen ausgezeichnet. Coca wurde in über dreissig Ländern auf der ganzen Welt gezeigt. Das Thema der Opposition in Putins Russland griff Bergkraut im Dokumentarfilm über Michail Chodorkowski (Citizen Chodorkowski, 2015) erneut auf.
2007 gründete er mit seiner Partnerin Ruth Schweikert die p.s. 72 productions GmbH und arbeitet seither auch als Filmproduzent. Seit Oktober 2008 ist er Stiftungsrats-Mitglied der Georges und Jenny Bloch-Stiftung. 2019 drehte und produzierte er mit Wir Eltern seinen ersten Spielfilm. Darin war er nach Jahren wieder als Schauspieler zu sehen. Das Drehbuch hatte er gemeinsam mit Ruth Schweikert verfasst. 2019 veröffentlichte er auch seinen ersten – autobiographisch grundierten – Roman, in dem er die Geschichte seiner Familie aufarbeitet.
Eric Bergkraut wohnt in Zürich und Paris. Er war, bis zu ihrem Tod, mit der Schriftstellerin Ruth Schweikert (1964–2023) verheiratet. Dieser Verbindung entstammen die drei gemeinsamen Söhne Ruben, Elia und Orell Bergkraut.

## Filmografie

### Dokumentarfilme
(Quelle: )
- 1991: Oggi siamo tutti un po’ bene
- 1992: Göschenen – Drei Minuten Aufenthalt (La vie de Sandro Berretta)
- 1996: Eine Reise in den Tod
- 1997: Das Gute Leben ist nur eine Falle. Ein Besuch bei Binjamin Wilkomirski
- 1998: Kontinent K.  – Agota Kristof, Schriftstellerin aus Europa
- 1998: Die 6. Klasse – 18 Schüler aus 13 Nationen
- 2002: Pinkas Braun, Gesichter eines Spielers
- 2002: Sprenge deine Grenzen
- 2003: Der fliegende Abt (über Daniel Schönbächler OSB, Abt des Klosters Disentis)
- 2005: Coca – Die Taube aus Tschetschenien
- 2006: Agota, neun Jahre später
- 2006: Der Hexer aus dem Entlebuch (über den Gastrosophen und Koch Stefan Wiesner)
- 2008: Letter to Anna. The Story of Journalist Politkovskaja’s Death
- 2010: Zimmer 202. Peter Bichsel in Paris
- 2011: Felix & Felix
- 2013: Service Inbegriffe
- 2015: Citizen Chodorkowski
- 2020: Die letzten Zeugen. Leben nach der Shoah[10]

### Spielfilm
- 2019: Wir Eltern

## Schriften
- Paradies möcht ich nicht. Roman einer Familie. Limmat, Zürich 2019, ISBN 978-3-85791-881-0.
- Hundert Tage im Frühling. Geschichte eines Abschieds. Limmat, Zürich 2024, ISBN 978-3-03926-075-1.[11][12][13][14]

## Auszeichnungen (Auswahl)
- 2005: Empfehlung Friedensjury Berlinale für Coca – Die Taube aus Tschetschenien
- 2006: Rudolf Vrba Award für Coca – Die Taube aus Tschetschenien
- 2006: Mention spéciale Fédération Internationale des Ligues des Droits de l’Homme (FIDH), Genève für Coca – Die Taube aus Tschetschenien
- 2006: Förderpreis SV Foundation für Der Hexer aus dem Entlebuch
- 2007: Marler Fernsehpreis für Menschenrechte für Coca – Die Taube aus Tschetschenien
- 2008: Vaclav Havel Award, One World Festival, Prag für Letter to Anna[15]
- 2008: Merit Award, Taiwan International Documentary Festival für Letter to Anna
- 2008: Nomination Deutscher Fernsehpreis für Letter to Anna
- 2008: Nomination Prix Europa für Letter to Anna
- 2009: Nomination Grimme-Preis für Letter to Anna
- 2009: Prix du Jury und Prix du Public, Filmfestival Compiègne für Letter to Anna
- 2009: Special Mention TV 3 Award, Barcelona für Letter to Anna